# Sweet Nothing
«Sweet Nothing» —en español: palabras románticas vacías— es una canción realizada por el disc jockey y productor británico Calvin Harris con la colaboración de la cantante británica Florence Welch, conocida por ser la líder de la banda Florence and the Machine; incluida en el tercer álbum de estudio de Harris, 18 Months. La canción fue estrenada en el The Chris Moyles Show emitido por la BBC Radio 1, el 28 de agosto de 2012. Fue lanzado como sencillo el 14 de octubre de 2012 y logró debutar en la primera ubicación de las listas del Reino Unido, siendo su primer n.º 1 en dicho país como artista principal, desde 2009 con su sencillo "I'm Not Alone". Mientras en los Estados Unidos, alcanzó la décima ubicación en la lista Billboard Hot 100, donde se convirtió en el segundo sencillo de Harris que figuró entre los diez primeros lugares, después de su colaboración con Rihanna en el sencillo «We Found Love» (el cual alcanzó la primera posición), siendo el primero que aparece como artista principal. En ese mismo país llegó a obtener el doble platino al igual que en Canadá y Suecia, mientras que en Australia fue triple disco de platino. En 2014 recibió una nominación al Grammy a la Mejor Grabación Dance.

## Video musical
El video fue dirigido por Vincent Haycock y fue filmado en Dalston, un barrio de Londres. En él, actúa Florence Welch vestida con un traje negro y cantando en un escenario de bar de caballeros. Al comenzar el video aparece con el pelo recogido con una apariencia muy similar a David Bowie, y a medida que transcurre el video se suelta el cabello y hasta quedar en ropa interior. Mientras tanto, afuera, en las calles de Dalston, un grupo de personas ataca brutalmente al supuesto novio de Florence interpretado por el actor inglés Leo Gregory. quién resulta ser una persona golpeadora y abusiva. Al llegar a su hogar, discute violentamente con Florence y luego acuerda con Calvin en el baño del bar mandar a alguien para golpear a su novio. En el momento en el que es golpeado su pareja, ella también siente los golpes recibidos por él.
El 17 de julio de 2013, este video fue nominado a un premio MTV Video Music Award en la categoría Mejor montaje.

## Lista de canciones
| Descarga digital - EP |                                                 |          |  |
| N.º                   | Título                                          | Duración |  |
| 1.                    | «Sweet Nothing»                                 | 3:33     |  |
| 2.                    | «Sweet Nothing» (Diplo & Grandtheft Trap Remix) | 5:06     |  |
| 3.                    | «Sweet Nothing» (Tiësto Remix)                  | 5:08     |  |
| 4.                    | «Sweet Nothing» (BURNS Remix)                   | 4:00     |  |
| 5.                    | «Sweet Nothing» (Dirtyloud Remix)               | 4:02     |  |
| 6.                    | «Sweet Nothing» (Qulinez Remix)                 | 6:14     |  |

## Posicionamiento en listas y certificaciones
| Lista (2012-13)                         | Mejor posición |
| --------------------------------------- | -------------- |
| Alemania (Media Control AG)             | 19             |
| Australia (ARIA)                        | 2              |
| Austria (Ö3 Austria Top 40)             | 29             |
| Bélgica (Flandes) (Ultratop 50)         | 9              |
| Bélgica (Valonia) (Ultratop 50)         | 23             |
| Brasil (Hot 100 Airplay)                | 77             |
| Canadá (Hot 100)                        | 15             |
| Croacia (Airplay Radio Chart)           | 10             |
| Dinamarca (Tracklisten)                 | 8              |
| Escocia (Scottish Singles Top 40)       | 1              |
| Eslovaquia (Rádio Top 100)              | 30             |
| España (Top 100 Canciones)              | 33             |
| Estados Unidos (Billboard Hot 100)      | 10             |
| Estados Unidos (Pop Songs)              | 5              |
| Estados Unidos (Hot Dance Club Songs)   | 1              |
| Estados Unidos (Dance/Electronic Songs) | 3              |
| Estados Unidos (Adult Pop Songs)        | 20             |
| Finlandia (OFC)                         | 9              |
| Francia (SNEP)                          | 17             |
| Hungría (Dance Top 40)                  | 31             |
| Hungría (Rádiós Top 40)                 | 12             |
| Irlanda (IRMA)                          | 1              |
| Israel (Media Forest)                   | 8              |
| Japón (Hot 100)                         | 36             |
| Noruega (VG-lista)                      | 13             |
| Nueva Zelanda (Recorded Music NZ)       | 2              |
| Países Bajos (Dutch Top 40)             | 22             |
| Polonia (Polish Airplay Top 20)         | 4              |
| Reino Unido (UK Singles Chart)          | 1              |
| Reino Unido (UK Dance Chart)            | 1              |
| República Checa (Rádio Top 100)         | 26             |
| Suecia (Sverigetopplistan)              | 15             |
| Suiza (Schweizer Hitparade)             | 36             |

| País        | Lista (2012)       | Posición |
| ----------- | ------------------ | -------- |
| Australia   | ARIA Singles Chart | 55       |
| Reino Unido | UK Singles Chart   | 48       |

| País           | Lista (2013)           | Posición |
| -------------- | ---------------------- | -------- |
| Bélgica        | Ultratop flamenca      | 97       |
| Bélgica        | Ultratop valona        | 71       |
| Canadá         | Canadian Hot 100       | 48       |
| Estados Unidos | Billboard Hot 100      | 44       |
| Estados Unidos | Dance/Electronic Songs | 12       |
| Estados Unidos | Pop Songs              | 24       |
| Suecia         | Sverigetopplistan      | 51       |

### Certificaciones
| País           | Organismo certificador | Certificación | Ventas  | Ref.   |
| -------------- | ---------------------- | ------------- | ------- | ------ |
| Alemania       | BVMI                   | Oro           | 150 000 | [ 46 ] |
| Australia      | ARIA                   | 3× Platino    | 210 000 | [ 5 ]  |
| Bélgica        | BEA                    | Oro           | 15 000  | [ 47 ] |
| Canadá         | Music Canada           | 2× Platino    | 160 000 | [ 48 ] |
| Estados Unidos | RIAA                   | 2× Platino    | 2 000   | [ 3 ]  |
| Italia         | FIMI                   | Oro           | 15 000  | [ 49 ] |
| México         | AMPROFON               | Oro           | 30 000  | [ 50 ] |
| Nueva Zelanda  | RIANZ                  | Platino       | 15 000  | [ 4 ]  |
| Reino Unido    | BPI                    | Platino       | 600 000 | [ 51 ] |
| Suecia         | GLF                    | 2× Platino    | 80 000  | [ 52 ] |
| Suiza          | IFPI Suiza             | Oro           | 15 000  | [ 53 ] |

### Sucesión en listas
| Anterior: «Skyfall» de Adele                                             | Irish Singles Chart — Sencillo número uno 18 de octubre de 2012 — 24 de octubre de 2012      | Siguiente: «Beneath Your Beautiful» de Labrinth & Emeli Sandé             |
| Anterior: «Don't You Worry Child» de Swedish House Mafia con John Martin | UK Singles Chart — Sencillo número uno 27 de octubre de 2012 — 2 de noviembre de 2012        | Siguiente: «Beneath Your Beautiful» de Labrinth & Emeli Sandé             |
| Anterior: «Don't You Worry Child» de Swedish House Mafia con John Martin | UK Dance Chart — Sencillo número uno 27 de octubre de 2012 — 2 de noviembre de 2012          | Siguiente: «Don't You Worry Child» de Swedish House Mafia con John Martin |
| Anterior: «Don't You Worry Child» de Swedish House Mafia con John Martin | Scottish Singles Top 40 — Sencillo número uno 27 de octubre de 2012 — 2 de noviembre de 2012 | Siguiente: «Beneath Your Beautiful» de Labrinth & Emeli Sandé             |
| Anterior: «She Wolf (Falling to Pieces)» de David Guetta con Sia         | Hot Dance Club Play — Sencillo número uno 1 de diciembre de 2012 — 7 de diciembre de 2012    | Siguiente: «Your Body» de Christina Aguilera                              |